# Waldemar Sorychta
Waldemar Sorychta (* 1967, Zabrze, Polsko) je polsko-německý metalový hudebník a producent. V Německu žije od roku 1982. Také působí jako hostující muzikant u vybraných kapel.

## Kariéra
Sorychta začínal v dortmundské speed/thrashmetalové kapele Despair, se kterou koncem 80. a začátkem 90. let 20. století nahrál tři studiová alba: History of Hate (1988), Decay of Humanity (1990) a Beyond All Reason (1992).
Později si jej přivedl Phillip Boa do svého metalového projektu Voodoocult. Při nahrávání alba Jesus Killing Machine v roce 1994 Sorychta poznal bubeníka Slayer kubánského původu Davea Lombarda. Poté spolu založili groovemetalovou kapelu Grip Inc., do které přijali ještě britského zpěváka Guse Chamberse, tito tři muzikanti tvořili jádro této skupiny. Sorychta se jako kytarista, textař i producent podílel na všech čtyřech dlouhohrajících deskách Power of Inner Strength (1995), Nemesis (1997), Solidify (1999) a Incorporated (2004).
Po utlumení činnosti Grip Inc. v roce 2006 se věnoval producentské činnosti. Dělal produkci Samael, Lacuna Coil, The Gathering, Tristania, Tiamat, Dismal Euphony, Gurd, Moonspell, Therion a mnoha dalším. Zároveň založil gothic metalovou skupinu Eyes of Eden a také groove metalovou Enemy of the Sun.
V roce 2017 vzkřísil kapelu Despair, do které angažoval bývalého zpěváka Morgoth Marca Grewa.